# Jurnal intim
Jurnalul intim este o specie a genului autobiografic.

## Etimologie
Termenul jurnal provine din limba franceză veche, journal, care, la rîndul său, descinde din latinescul târziu diurnalis. Un jurnal este, de obicei, un caiet în care există niște intrări aranjate, de cele mai multe ori, în ordine cronologică. Poate fi folosit pentru a planifica niște activități viitoare sau doar pentru a înregistra ceea ce s-a întîmplat în cursul unei zile. Asemenea caiete pot conține informații din domenii foarte diferite ale civilizației umane, cum ar fi înregistrarea etapelor unei operațiuni militare, a unei expediții, a unei călătorii pe mare(jurnal de bord), a unor cotații bursiere, a unor evenimente climaterice sau personale. 
O variantă a acestora sunt jurnalele literare, de obicei jurnalele intime ale unor scriitori, care formează o specie literară aparte a genului memorialistic. Acestea sunt o formă a scrisului autobiografic, o înregistrare regulată a activităților și reflecțiilor unui diarist. Dacă a fost scris doar pentru uzul scriitorului, el face acest lucru cu o sinceritate care este improbabilă în jurnalele scrise pentru publicare. În limba română, termenul păstrează o legătură cu „jour”, în timp ce termenul englezesc "diary" are un ascendent în latinescul „diarium”, (porție zilnică) derivat din latinescul diaria, pluralul lui dies „zi”. 
Cuvîntul jurnal are exact aceeași rădăcină și provine din latinescul diurnus = „al zilei, de-a lungul zilei”. În limba engleză, diary, etimonul latinesc este mult mai vizibil.

## Jurnalul, din Antichitate până azi
Cele mai vechi jurnale se găsesc în cultura japoneză, unde au existat încă din perioada medievală celebrele cărți sau caiete de pernă (Makura no soshi, a lui Sei Shonagon este cea mai cunoscută), dar și jurnale de călătorie răspîndite în China, Japonia sau Coreea sunt printre cele mai vechi specimene a acestui tip aparte de scriitură (în limba engleză ele se numesc travel log, jurnale de călătorie). Ultima modă în materie de jurnal este jurnalul care folosește drept suport Internetul, cu mare succes după cîte se pare (un asemenea jurnal se numește web log sau blog). 
În lumea occidentală, jurnalele au fost folosite inițial pentru a înregistra tranzacții de tip comercial; casele de comerț sau de export țineau asemenea registre, unele vechi de cîteva sute de ani. Samuel Pepys este primul autor de jurnal în sens modern, căci jurnalul său este primul în care evenimentele personale ocupă un spațiu mai mare decît cel consacrat acestor tranzacții comerciale.Jurnalul ca specie literara a început să înflorească în perioada Renașterii, cînd importanța individualului a început să crească. Pe lîngă puterea lor de revelare a personalității diaristului, jurnalele au o importanță enormă prin materialul socio-istoric pe care îl stochează. Journal d'un bourgeois de Paris, ținut de un preot francez anonim din 1409 pînă în 1431 și continuat de altcineva pînă în 1449, de exemplu, este de neprețuit pentru istoricii domniilor lui Carol al VI-lea și Carol al VII-lea. Aceeași atenție pentru evenimentele istorice caracterizează și Memorialul afacerilor engleze al avocatului și omului politic, parlamentarul Bulstrode Whitelocke (1605-75), precum și jurnalul francezului Marquis de Dangeau (1638-1720), care se întinde din 1684 pînă la moartea acestuia.

## Terminologie
În limba română, jurnalist (spre exemplu Jurnalul unui jurnalist fără jurnal, titlul celebrului jurnal al lui I. D. Sîrbu, publicat postum) circulă în paralel cu un barbarism, diarist, calchiat din limba franceză și folosit, între alții, de Eugen Simion. Este posibil ca acest termen să se extindă și să devină un termen generic pentru autorul de jurnale. Jurnalele pot fi divizate în linii mari în două categorii: intime și anecdotice. În prima categorie pot intra jurnalele lui Amiel, Shelley, Benjamin Constant, Lev Tolstoi, Franz Kafka și André Gide, în cea de-a doua cele ale lui Samuel Pepys, sau Thomas Creevey

## Funcția psihologică a jurnalului
Unii autori de jurnale consideră că jurnalul pe care îl țin e un prieten aparte și îi dau chiar un nume. Celebra Anne Frank, fetița evreică ce a supraviețuit ani de zile în ascunzătoarea unei case din Amsterdam, își botezase jurnalul "Kitty". Jurnalele au un efect psihologic foarte puternic și îi dau autorului senzația unui public, a unui spațiu personal, protector, sau a unui ascultător, chiar dacă în cele mai multe cazuri cel care îl scrie este și singurul cititor al jurnalului. 
Acest mecanism este folosit recent în forme moderne de terapie, unde bolnavilor psihici li se propune și o formă de terapie cu ajutorul ținerii unui jurnal. Deși numărul celor care țin un jurnal este uriaș, foarte puține asemenea opere sunt publicate și mai ales publicabile. Cititorii sunt atrași ca un magnet de lectura jurnalelor personalităților, la baza mecanismului psihologic al cititorilor de jurnale stînd un anumit tersitism, un comportament de paparazzi, o mentalitate de voyeur, o dorință de a pătrunde în budoarul unei persoane de geniu politic, literar sau istoric. Ca observație generală, cei care scriu un jurnal sunt de obicei și cititori ai jurnalelor altor scriitori. Cu toate acestea, mai mult de 16.000 de jurnale au fost publicate de la inventarea tiparului și pînă azi.

## Jurnalele scriitorilor englezi
Diaristul englez John Evelyn a fost depășit doar de cel mai prodigios diarist al tuturor timpurilor, Samuel Pepys, al cărui jurnal se întinde de la data de 1 ianuarie 1660 și durează pînă la 31 mai 1669, înfățișînd viața londoneză, cu teatrele și viața de curte, viața familiei sale și activitatea biroului său naval. În genul acestuia sunt Însemnările zilnice ale lui Titu Maiorescu, pe care criticul le-a ținut timp de 54 de ani, probabil cel mai lung jurnal al literaturii române. În secolul al XVIII-lea, un jurnal de un interes emoțional desebit a fost ținut de Jonathan Swift și apoi trimis spre Irlanda cu titlul Jurnal pentru Stella (scris între 1710-13; publicat în 1766-68. În același secol au mai fost scrise jurnalele lui Boswell (de exemplu, A Journal of a Tour to the Hebrides), și romanul-jurnal al lui Daniel Defoe, Jurnal din anul ciumei. Interesul pentru jurnale a crescut în prima parte a secolului al XVIII-lea, perioadă în care au apărut cîteva jurnale mari, inclusiv cel al lui Samuel Pepys. 
Lista jurnalelor literare englezești ar putea include: cel al lui Sir Walter Scott (publicat în 1890), jurnalul lui Dorothy Wordsworth (publicat postum în 1855), în care era narată influența asupra fratelui său William, și cel al lui Henry Crabb Robinson (1775-1867), publicat în 1869, conținînd un material auto-biografic în care sînt descrise întîlnirile cu mari personalități, printre care figurează Goethe, Schiller, Wordsworth și Coleridge. Alte jurnale importante ale secolului XIX , scrise de femei, sînt al lui George Eliot și al reginei Victoria. Publicarea postumă a jurnalului artistei ruse Maria Bashkirtseff (1860-84) a produs senzație în 1887, ca și publicarea jurnalului fraților Goncourt, începută în 1888.

## Jurnalele scriitorilor francezi
Alți scriitori francezi care au ținut jurnal sînt Charles Baudelaire, Stendhal, Leon Bloy, Charles Du Bos, Jules Renard și Alfred de Vigny, Julien Green.

## Jurnalele din secolul al XX-lea
În secolul al XX-lea, pe această listă ar putea fi adăugate jurnalele lui Katherine Mansfield (1927), cele două volume ale jurnalului lui André Gide (1939, 1954) și cele cinci volume ale jurnalului lui Virginia Woolf (1977-84), precum și jurnalele unor mari scriitori cum ar fi Ernst Jünger, Cesare Pavese, Anäis Nin, Witołd Gombrowicz.

## Jurnalele scriitorilor români
Între autorii de jurnale intime figurează Titu Maiorescu, autorul celui mai lung jurnal din literatura română, Gala Galaction, Eugen Lovinescu, Octavian Goga, Liviu Rebreanu, Geo Bogza, Mircea Eliade, Mihail Sebastian, Octav Șuluțiu, Jeni Acterian, Arșavir Acterian, Petru Comarnescu, Alice Voinescu, Ion D. Sîrbu, Nicolae Steinhardt, Dumitru Țepeneag, Mircea Zaciu. Pe lista diariștilor români ar mai putea figura alte nume celebre, precum: Petre Pandrea, Eugen Ionescu, Camil Petrescu, Miron Radu Paraschivescu, Paul Goma, Nicolae Balotă, Mircea Cărtărescu și mulți alții. Au existat două momente speciale în istoria genului la noi. 
Primul autor de jurnal în sens modern a fost criticul Titu Maiorescu, cel care a lăsat un jurnal impresionant care se întinde de la vârsta de 15 ani până la 72 de ani. Al doilea moment fast a fost perioada anilor '30 a secolului XX cînd, în mare parte sub influența teoriilor lui André Gide, intelectualii, scriitorii sau filozofii români au început să țină jurnale. Din această perioadă datează jurnalele lui Mircea Eliade, Mihail Sebastian, Octav Șuluțiu, Jeni Acterian, Arșavir Acterian, Petru Comarnescu, Alice Voinescu, Petre Pandrea, etc. Un capitol aparte ar trebui să vizeze Școala de la Tîrgoviște, reprezentată prin membrii ei, scriitorii Radu Petrescu, Tudor Țopa, Mircea Horia Simionescu, care au îmbogățit această specie literară și au acordat poeticii jurnalului o atenție specială. Scriitorii contemporani au dat și ei atenție acestei specii, fiind publicate pînă în prezent jurnalele lui Paul Goma, Monica Lovinescu, Mircea Zaciu, Livius Ciocârlie, Ioana Em. Petrescu, Gabriela Melinescu, Mircea Cărtărescu etc. 
Cu siguranță că viitorul ne rezervă încă surprize în privința manuscriselor jurnalelor unor personalități din viața culturală și literară, întîmpinate întotdeauna cu curiozitate și bucurie de cititori. Uneori, din pricina faptului că persoanele și evenimentele descrise în jurnal pot leza imaginea unor indivizi în viață, autorii aleg în mod conștient să elimine anumite pasaje din operă, urmînd ca acestea să fie publicate postum, într-o ediție integrală. Alte asemenea jurnale există, dar autorii lor sunt încâ în viață și, prin intermediul unor clauze testamentare speciale, au amînat data publicării lor la cîteva zeci de ani după dispariția lor fizică.

## Teorii ale jurnalului
O bună delimitare teoretică a domeniului poate fi descoperită în studiul teoreticianului francez Phillipe Lejeune, Pactul autobiografic. Astfel, pe lista speciilor literaturii autobiografice propusă de Lejeune, alături de memorii, biografie, roman personal, poem autobiografic, autoportret sau eseu, figurează și jurnalul intim. 